# ドラゴンクエスト ユア・ストーリー
『ドラゴンクエスト ユア・ストーリー』（DRAGON QUEST Your Story）は、2019年8月2日公開の日本の3DCGアニメーション映画作品。
『ドラゴンクエストシリーズ』としては初の3DCGアニメ映画であり、『ドラゴンクエストV 天空の花嫁』をベースとしたストーリーとなる。
山崎貴が総監督と脚本を手掛け、監督は八木竜一と花房真、原作・監修は堀井雄二、音楽はすぎやまこういちがそれぞれ担当する。ドラゴンクエストシリーズのキャラクターデザインは鳥山明（BIRD STUDIO）が一貫して担当しているが、本作では鳥山は関わっておらず、キャラクターデザインが変更されている。
キャッチコピーは、『君を、生きろ。』『君は、何者だ。』

## 概要
企画が始まったのは2016年頃。その後パイロット版が作られたタイミングで山崎貴から監督オファーの承諾を得た。
山崎によれば、ゲームの映画化に懐疑的だったため当初はオファーを固辞していたが、「劇場版アニメの成否をも左右するような、ラストシーンのあるアイデアを「思いついてしまった」ことから、ゲームを映画にする意味を見出し、引き受ける気になったという。原作・監修者である堀井も「ゲームはインタラクティブだからこそ、プレイヤーが主人公であることを実感できる。ところがこの映画は、観るだけで『ドラクエの主人公は自分である』ということを改めて思い出させてくれる。そこが画期的だ」とインタビューで絶賛している。
また、山崎は「（原作は三部作でも展開可能なボリュームだが）分けて作る気はなかった。ドラクエだけに関わっているわけにもいかないので」「映画として戦えることが見つからなければ、作る意味がない。単に物語をなぞったり、ゲームの副読本になったりするだけなら、映画にする必要はないと思っていた」「例えば、奥さんを選ぶ。こういう選択を子供にさせるゲームはすごいし、そうした（人生を疑似体験する）要素は映画でも大事にしたかった。今回加えた『オチ』がなくても見られる映画にしなければとの思いは強かったが、原作のパワーにはすでに十分面白いものがある。そこをちゃんと描けば大丈夫だと思いました」と述べた。
主人公の名前は「リュカ」が使用された。ゲーム「ドラゴンクエスト」シリーズの主人公は「主人公になりきりゲームの世界を体験する」というコンセプトから公式名が存在せず、メディアミックス展開の中で必要になって初めて設定される。「リュカ」の名前は1993年の小説版が初出である。またビアンカのフルネームが本作で初めて設定された。
2017年5月にはプレスコによる収録を済ませていたが、2019年に追加でアフレコが行われた。

## あらすじ
幼年時代はドット絵のグラフィックでダイジェストで表現され、本格的なストーリーは青年時代前半から始まる。
主人公は光の教団のゲマの手により父・パパスが殺され、ラインハット王子のヘンリーとともに奴隷にされる。主人公はヘンリーとともに脱出し、故郷サンタローズの村に戻るとパパスの残した日記にて「天空の剣と伝説の勇者を探し、母・マーサを救ってほしい」というパパスの意思を引き継ぎ、冒険を開始する。
主人公はサラボナという街で、大富豪ルドマンが天空の剣を所持していることを聞くと、モンスターのブオーンを倒すと娘・フローラと結婚できることと、天空の剣を与えるという話を聞く。その討伐の途中で幼馴染のビアンカとも再会する。天空の剣を鞘から抜こうとしても抜けず、主人公は伝説の勇者ではなかったが、ブオーンを倒し、仲間にすることに成功する。主人公は結婚はフローラとすることなるかと思いきや、老婆に魔法の小瓶を渡され、それを飲むと自身の本当の気持ちとしてビアンカが好きであるということに気づき、ビアンカと結婚する。ルドマンはフローラと結婚しなくても天空の剣を与えてくれる。
やがてビアンカとの間に息子アルスが誕生するが、そこへゲマが現れ主人公は石化させられてしまう。ゲマは魔界の門を開いて魔王ミルドラースの召喚を狙う。8年後、成長したアルスはストロスのつえを使い主人公の石化を解く。アルスは天空の剣を鞘から抜いて軽々と振り回し、パパスや主人公が探していた伝説の勇者であった。主人公はマーサを助けるためにゲマとの戦いに挑む。ゲマは魔界の門を開く呪文を唱え、魔王ミルドラースを召喚する。
かつて大ヒットしたゲーム作品があった。その名を『ドラゴンクエストV 天空の花嫁』という。幼い頃にこのゲームに熱中した主人公は、最新のVR体験作品としてリメイクされたアトラクションに参加する。子供の頃のシーンはスキップすることを選択し、いつも花嫁にビアンカを選んでいたので、今度はフローラを選ぶように自己暗示プログラムもかけた。
ゲームは順調に進んでいくが、ミルドラースに擬態したコンピュータウイルスが侵入し、「これはただのゲームだ」「大人になれ」と訴えかけてくる。仲間モンスターのスラりんが、実はアンチウイルスプログラムであると正体を打ち明け、ロトのつるぎ（天空シリーズのVと直接関係がない）の形をしたワクチンを差し出し、主人公は、これを持ってミルドラースを退ける。
その栄誉を仲間から讃えられながら、「僕は、勇者だったんだ。」と映画は幕を下ろす。

## ゲーム版との相違点
原案になったゲーム『ドラゴンクエストV 天空の花嫁』の設定との相違点。大きな相違点を以下に挙げる。
- 幼少期はダイジェストとなっており、これは終盤の伏線となっている。
- サンタローズが雪国になっている。
- かつて天空人がミルドラースを封印した[13]。ゲーム版でのミルドラースは邪心が強すぎたために神の怒りを買い、魔界に封印された設定[注 3]。
- ゲーム版ではマーサはエルヘブンの民だが、本作では天空人[14]に変更されている。これにより主人公も天空人の血筋ということになる。ただし、ゲーム版と同じく主人公は天空の剣を装備できない。
- 天空人の血を引く者は瞳の色が茶色[15]、澄んだ茶色[16]。主人公の瞳の色は茶色[15]。アルスとビアンカの瞳の色は薄茶色[17]。ビアンカの本当の両親はビアンカを隠すため、呪文でビアンカの目の色を青色に変えていた[16]。
- 天空人だけが魔界の門を開く呪文を知っている[14]。
- 天空の剣を魔界の門に投げ込むと門を封印できる[15]。
- ゲーム版では主人公が天空の剣を装備しようとすると「身体が鉛のように重くなる」ため装備できないが、本作では持つことはできるが「鞘から抜けない」という演出になっている。
- キラーパンサーと再会する際にビアンカのリボンを使わない。またパパスの形見である「パパスのつるぎ」をキラーパンサーが持っておらず、サンチョが持っていたことになっている。このため主人公とキラーパンサーをつなぐアイテムが存在せず「幼少期にじゃれ合って遊んだ思い出」だけで仲間になる。
- ゲーム版ではルドマンの所有している物は天空の盾だったが、本作では天空の剣[18]になっている。
- 炎のリング、水のリング探しはカット。
- グランバニアの話はカット。ビアンカの出産はサンタローズで行う[19]。
- 主人公とビアンカの間に生まれた子供が双子ではなく、息子のみである。
- デボラは本編に登場しない[注 4]。
- ゲーム版ではレヌール城でゴールドオーブを入手するが、本作ではドラゴンオーブ[20]に変更されている。
- チゾットの山奥にある洞窟から妖精の住む国に行ける[21]。
- プサンが「ロボットどもが妖精を守っている」[22]と説明しており、そのロボットはメタルハンター[23][注 5]
- 天空城は出てこない。
- イブールが登場しない。
- ブオーンがゲーム版ほど巨大ではなくなっている。
- ブオーンを倒す際、主人公は「選ぶんだ、ブオーン」「ここで死ぬか……忠誠を誓うか！」と仲間にならなければ殺すと脅迫しているが、ゲーム版では仲間モンスターに対してそのような表現をしたことはない（そもそもドラゴンクエストシリーズの主人公は言葉を発しない、オリジナルのSFC版ではブオーンに選択肢すら与えず問答無用で殺してしまっている）ノベライズ版では地の文で主人公の目を見て「邪悪な光が、薄れて消えていく」と表現され改心したことが描かれているが映画版では説明されていない（映画版のモンスターは瞳の色で友好色と敵対色が分かれている事で描写されており、友好色に変わった事で敵対する存在でなくなった事が示されている）ため「死にたくないだけ」という解釈の余地がある。
- ゲマたちとの戦闘でヘンリー、サンチョ、ラインハットの兵、ブオーンが加勢する。実は奴隷たちも既に無事解放されており戦線に参加していた事が最後に明らかになる。（主人公が石化している際に人間の軍隊が進軍しているのが見えるので既に反抗作戦があったらしい事が描写されている）[25][注 6]。
- ミルドラースのキャラクターコードに擬態し、侵入したウィルスが登場する[26]。そのためキャラクター名は便宜上「ミルドラース」ではあるものの、本作にミルドラースは登場しない。
- 侵入したウィルスの姿は『ドラゴンクエストV』のミルドラースのデザインではなく、『ドラゴンクエストX』ver.4の時元神キュロノスのデザインに似ている。
- 主人公が体験していたのはバーチャルシステム[26]。子供時代をスキップ、ロボットと戦うことは主人公が自ら選択した[27]。
- スラりんの正体はバーチャル世界を監視しているアンチウイルスプログラム[28]。
- 「勇者」の定義が広がっており、ゲーム版では「天空の勇者」は息子（アルス）であり主人公の肩書は「勇者の父親」であるが、本作ではヘンリーから「リュカ、お前がやったのか？お前こそ本当の勇者だ！」と讃えられ、ラストに「僕は、勇者だったんだ。」と締めくくる。

## キャスト
- リュカ（リュカ・エル・ケル・グランバニア） [29]：佐藤健[30]、大西利空（幼少時代）[31]
- ビアンカ（ビアンカ・サント・アルカパ）[32]：有村架純[30]
- フローラ / 占いババ[31]：波瑠[30]
- ヘンリー：坂口健太郎[30]、高月雪乃介（幼少時代）[31]
- アルス：内川蓮生[31]
- パパス：山田孝之[30][注 7]
- トム：田中美央[31]
- 妖精：永宝千晶[31]
- ジャミ：佐々木一平[31]
- ゴンズ：関口晴雄[31]
- 係員：栩原楽人[31]
- 奴隷：中台あきお[31]
- オークキング：鰐渕将市[31]
- オーク：吹上タツヒロ[31]
- ホークマン：石井テルユキ[31]
- 町人：桝太一[31]
- 母親：内田敦子[31]
- サンチョ：ケンドーコバヤシ[33]
- プサン：安田顕[33]
- ブオーン：古田新太[34]
- ルドマン（ルドマン・ド・サラボナ）[7][35]：松尾スズキ[33]
- スラりん：山寺宏一[33]
- ミルドラース：井浦新[34]
- マーサ：賀来千香子[33]
- ゲマ：吉田鋼太郎[34]

## スタッフ
- 原作：「ドラゴンクエストV 天空の花嫁」（シナリオ&ゲームデザイン:堀井雄二、キャラクターデザイン:鳥山明、音楽:すぎやまこういち、制作・販売:スクウェア・エニックス）[31]
- 原作・監修：堀井雄二[36]
- 総監督・脚本：山崎貴[36]
- 監督：八木竜一、花房真[36]
- 音楽：すぎやまこういち[36]
- 製作：市川南、沢桂一[36]
- 共同製作：畠中達郎、松田洋祐、谷和男、島村達雄、石川豊、加太孝明、阿部秀司、森田圭、中西一雄、安部順一、舛田淳、田中祐介、坪内弘樹、昆野俊行、赤座弘一、大鹿紳、小櫻顕、毛利元夫[36]
- エグゼクティブプロデューサー：阿部秀司、臼井央、伊藤響[36]
- プロデューサー：藤村直人、依田謙一、守屋圭一郎、渋谷紀世子、川島啓太[36]
- 全体監修：市村龍太郎[36]
- 画コンテ・編集：八木竜一[36]
- アートディレクター：花房真[36]
- CGスーパーバイザー：鈴木健之[36]
- 音響監督 / サウンドデザイン：百瀬慶一[36]
- リレコーディングミキサー：佐藤忠治、C.A.S.[36]
- 配給：東宝[36]
- 制作プロダクション：白組、ROBOT
- 制作協力：阿部秀司事務所
- 企画：東宝、アミューズ
- 製作幹事：日本テレビ放送網
- 製作：2019「DRAGON QUEST YOUR STORY」製作委員会[37]（東宝、日本テレビ放送網、アミューズ、スクウェア・エニックス、読売テレビ放送、白組、電通、ROBOT、阿部秀司事務所、KDDI、カルチュア・エンタテインメント、読売新聞社、LINE、GYAO、札幌テレビ放送、宮城テレビ放送、静岡第一テレビ、中京テレビ放送、広島テレビ放送、福岡放送[36]）

## 挿入曲
「Virus」
作曲 - 佐藤直紀

## 興行・評価
本作は全国313スクリーンで封切られ、土日2日間で動員21万5000人、興行3億900万円を記録し国内映画ランキング初週4位となった。公開から8月25日までの23日間の興行収入は13億200万円を記録。2019年9月末時点での興行収入は14億円に達している。最終的な興行収入は14.2億円。
フリーライターの渡邉卓也は、本作は公開直後より「どれだけひどい作品か語る大喜利のように」なったと記している。第一に本作は「ドラクエ5の映画化」ではなく、「ドラクエ5を遊んだ一般人を主人公とした映像作品」である。第二に賛否をわけているのは主にクライマックスの展開であり、「ゲームで遊ぶことが無駄かどうか」という云わば時代遅れのテーマを扱ったからではないかとしている。そして、「（制作陣は）ゲーマーに向けて『ドラゴンクエスト ユア・ストーリー』というラブレターをしたためた。だがそれはゲーマーにとって、熟成させたゴミをプレゼントされるようなものだった。」と評した。
また、渡邉は「たとえば小説やドラマを楽しんでいる人に『それはしょせんフィクションだよね、フィクションだけど素晴らしいよね』と言ったら、『藪から棒に何を言っているのだ』と思われるだけだろう」「結局のところ、『ドラゴンクエスト ユア・ストーリー』はゲームがまだ見下されるものだと考えたうえで、それを上から目線で褒めようとした。しかし、その褒め言葉はゲーマーからすると侮辱にすら思えたのである。」と評している。
TSUTAYA Newsの評者は、終盤まで「この作品はドラクエVが映画になったと思ってしまう」とし、「煽りに煽って、『ごめん、これみんなと同じゲーマーが夢見たゲームの世界でした。』では、済まされなかったということでしょう。制作側が思っていた以上に愛のある作品だったということです。」「ただですね、個人的にはめちゃくちゃこの結末に対してポジティブです。」と評した。
ねとらぼのライターである将来の終わりは「ゲームを、フィクションを、人生をここまで愚弄する作品を私は他に知らない」「何よりこのオチは、『ドラクエ』となんの関係もない。ゲームが原作であろうとなかろうと、どんなフィクションに対しても使用することができる。好きな作品で思い浮かべてみるといいだろう。『これまでの全ては作り物だ』『それでもここまで進めてきた俺の気持ちは本物だ』というテンプレートを貼り付けるだけで、あっという間にあなただけの物語が完成する。2時間と1900円をドブに捨てる必要もなければ、不愉快な思いをすることもない。」と評している。
2020年2月13日より、日本国外でNetflixオリジナルとしての配信が予定されている。
フリーライターの武藤弘樹は、Netflixでの配信で初視聴した人たちにも再び酷評され「非難の第2波」「再炎上」の状態にあると評した。また、ドラクエの主人公はプレイヤーの分身であるので話さないが、映画のリュカは冗舌・三枚目で感情移入しづらいとしている。またゲームではレベルを上げて強くなって敵を倒す苦難が映画ではまったくないため、「肝心な何かが足りないような感覚がずっと付きまとう」としている。クライマックスのシーンについて「世界観を完全に崩壊させる地獄の10分」「自分映画史上最悪の体験」といった声が聞かれるくらい、それはもう壮絶であり、「少なくとも長年のファンを擁するドラクエを素材とした映画では、やるのは賢明でなかったかもしれない」と評した。
赤木智弘は、クライマックスの展開について「この部分は完全に投げっぱなしだ。誰がウィルスを投じて、その目的が本当は何だったのか、などということにはまったく触れられない。さらに、ウィルスうんぬんの話は、ドラクエ5の元のストーリーとまったくリンクする部分がない。つまりストーリー上の必然性もつながりもいっさい存在しない。」「何の関係もない異物が突然横からラスボスみたいにやってきて、それを倒してハッピーエンドみたいな話では、納得する人が少ないのも当然である。あまりにも唐突すぎるのだ。」と評した。
漫画『邦画プレゼン女子高生 邦キチ! 映子さん』Season3の8本目で本作が取り上げられており、全体的に本作を茶化す内容となっている。特にクライマックスについて「『ユア・ストーリー』の部分を一言で例えるなら、ゲームやってて画面が暗転して急に自分の真顔が画面に映った時、あの瞬間こそがまさに『ユア・ストーリー』かと！」「約100分の上映時間のうち最後の10分ほどが『ユア・ストーリー』です」「あれやるなら『III』でよくないか!?」とギャグ風に評価している。

## 関連作品

### 小説
ノベライズ作品。ダッシュエックス文庫版、みらい文庫版共に原作:堀井雄二、脚本:山崎貴、著:宮本深礼。
- 『ドラゴンクエスト ユア・ストーリー 映画ノベライズ』集英社〈ダッシュエックス文庫〉、2019年8月2日。ISBN 978-4-08-631322-3。
- 『ドラゴンクエスト ユア・ストーリー 映画ノベライズ みらい文庫版』集英社〈集英社みらい文庫〉、2019年8月2日。ISBN 978-4-08-321519-3。

## 法的紛争

### 民事訴訟
公開日となる8月2日に小説ドラゴンクエストV作者である久美沙織が同小説の主人公リュカの名前を無断で使用されたこと、呼びかけである「リュケイロム・エル・ケル・グランバニア」を「リュカ・エル・ケル・グランバニア」と改変されて使用されたとして長野地方裁判所（長野地裁）佐久支部に提訴した。『キャラクターの名前は著作物として認められないとの判示に鑑み、訴状では「リュケイロム・エル・ケル・グランバニア」を争点とする』との事。久美は映画上映の中止とDVD等の販売中止を望んでいるわけではなく、製作委員会からの謝罪と事後契約での名称利用によるクレジット追加を望んでいると説明した。
その後、原告側はスクウェア・エニックス（スクエニ）に対して説明や協議を求めたが、同社は「リュカは非常に短く、ありふれた名称で、創作性は否定される。著作物として保護されるものではない」と協議などに応じなかったため、スクエニや東宝などを相手取り、損害賠償と謝罪広告を求めて、2020年11月24日付で長野地裁佐久支部に提訴したことが同月26日に朝日新聞によって報じられた。2023年7月26日に久美沙織は、自身のnoteで裁判所に提出した陳述書を公開した。同年10月20日に東京地裁（柴田義明裁判長）は「人物の名称は著作物ではない」として請求を棄却した。

### 刑事告訴
また、久美沙織は、2019年12月13日に「2019年12月5日付（送付は6日）で東京地方検察庁および警視庁に告訴状を提出し、詐欺または背任または業務上横領、不正競争防止法違反、著作権法違反の容疑で製作委員会などを刑事告訴した」という内容の発表を行った。後に刑事告訴は取り下げている。